# Zunft zum Kämbel

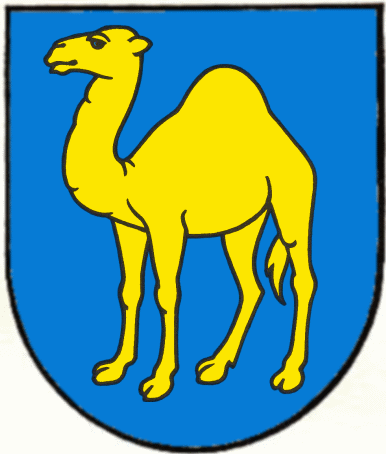
Wappen der Zunft zum Kämbel

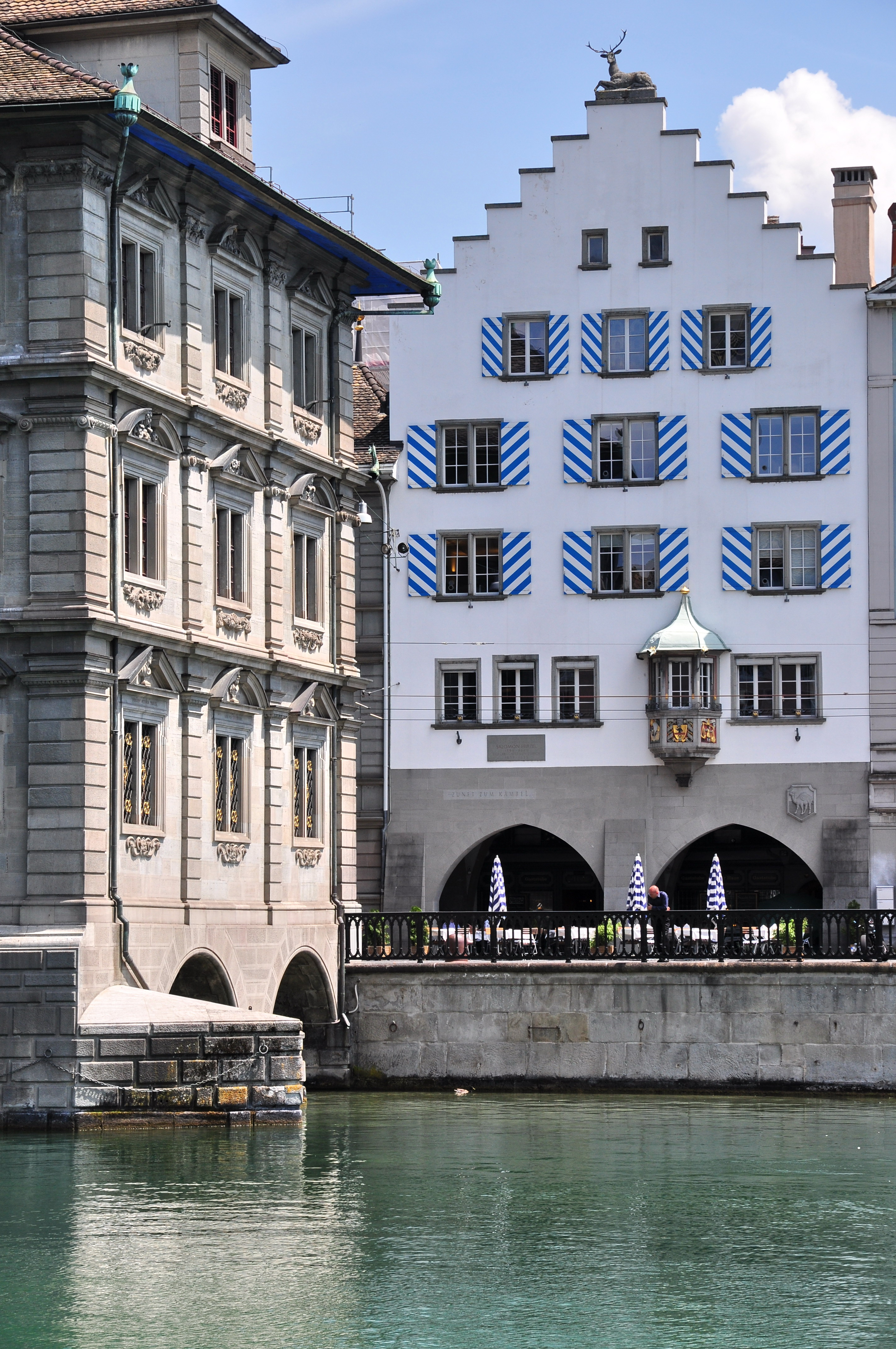
«Haus zur Haue» am Limmatquai, links die Südfassade des Rathauses

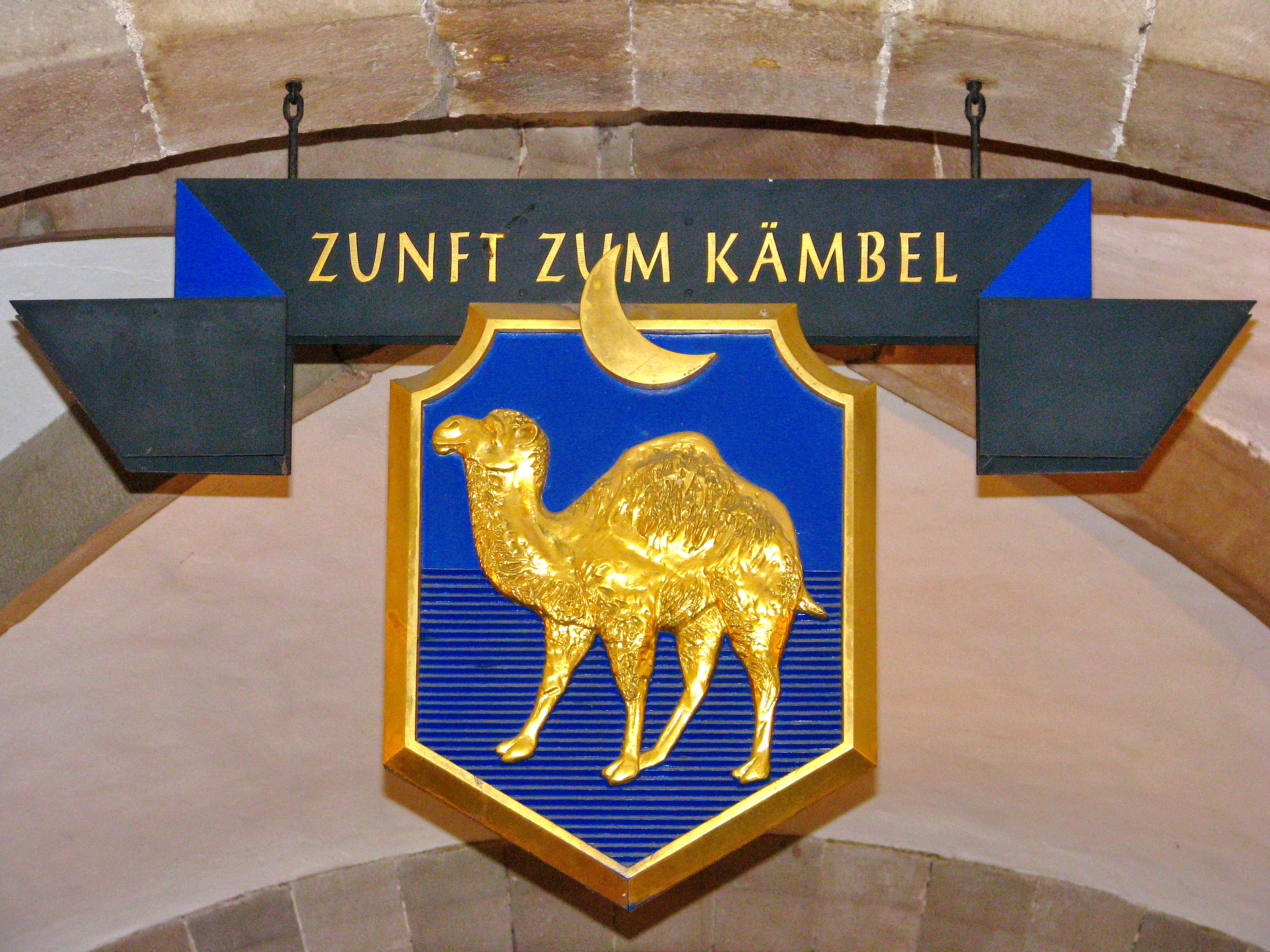
Wappenschild beim Zunfthaus zur Haue

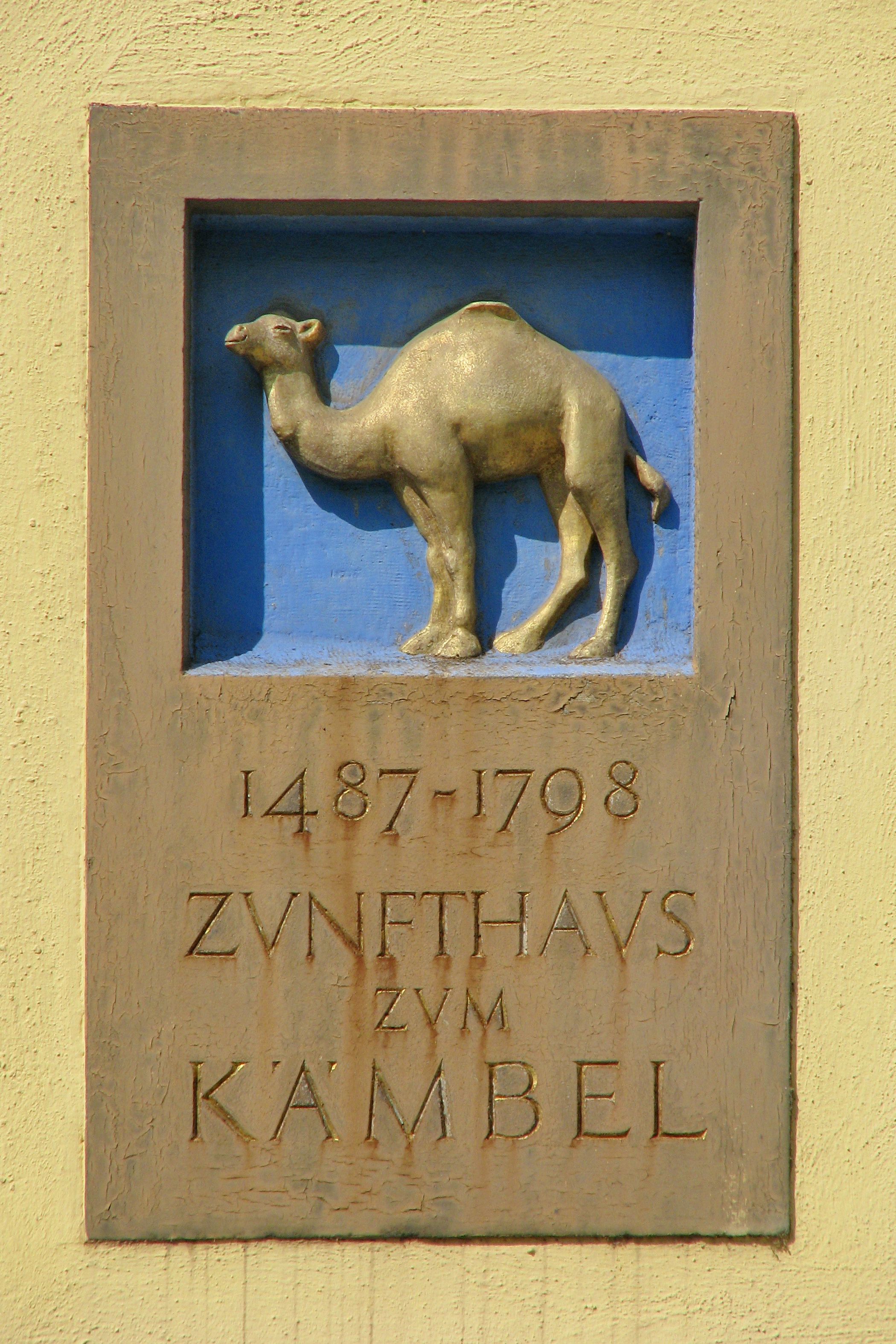
Wappenschild am ehemaligen Zunfthaus beim Münsterhof

Die Zunft zum Kämbel ist eine seit dem Mittelalter bestehende Zunft in Zürich. Ihr Zunfthaus ist das Haus zur Haue am Limmatquai.

## Geschichte
Die Ursprünge der Zunft zum Kämbel reichen bis ins Jahr 1336 zurück, als sie zusammen mit 11 weiteren Zünften und der Gesellschaft zur Constaffel im Verlauf der Brun'schen Zunftverfassung ihre formale Gründung erlebte. Die Zünfte waren Zusammenschlüsse verschiedener Handwerksvereinigungen, Innungen, Gilden, Korporationen und Meistergruppen, welche die Interessen ihres Gewerbes oder Standes vertraten. Gleichzeitig waren sie wirtschaftliche, politische, soziale und militärische Organisationen: Aus den Mitgliedern der Constaffel und den Zunftmeistern konstituierte sich bis zum Einmarsch der französischen Revolutionstruppen im Frühjahr 1798 der Rat der Stadt Zürich. 
Die Mitglieder des Kämbel formierten sich aus den Kleinhändlern der mittelalterlichen Stadt Zürich, aus den Gartnern, Ölern, und Gremplern: Die Gartner verkauften Gemüse aller Art sowie Stein- und Kernobst, die Grempler waren Gewerbetreibende und Kleinhändler. Später wurden auch die Salzleute, die Wynzügel, die gegen Gebühr Wein in die Fässer abfüllten und die im Dienst der Staatskellerei stehenden Weinfuhrleute in die Zunft eingegliedert. Nebst den erwähnten Pflichten erstellte die Zunftvorsteherschaft für den Verkauf von Waren durch ihre Mitglieder verbindliche Vorschriften, die von der Obrigkeit vor Inkraftsetzen geprüft wurden, und sie beaufsichtigte die Marktstände «unter den Bögen» am Limmatquai.
Der bedeutendste Zunftmeister der Kämbel war Bürgermeister Hans Waldmann (* 1435; † 1489). Am 6. April 1937 wurde das von seiner Zunft vor dem Fraumünster gestiftete und von Hermann Haller geschaffene Reiterstandbild eingeweiht – an jedem Sechseläuten, bevor sie sich zum Umzug begeben, legen die Mitglieder der Kämbel feierlich einen Kranz nieder.
Nach dem Einmarsch der französischen Revolutionstruppen und dem Zusammenbruch der Alten Eidgenossenschaft wurde das Zunftregime beendet; 1801 verkaufte die Kämbel ihr Zunfthaus. Constaffel und Zünfte erlangten ab 1803 mit der Mediationsakte und 1815 nochmals Bedeutung, als einer der dreizehn Wahlkreise beziehungsweise der städtischen Wahlzünfte. 1838 wurden Wahlzünfte auf kantonaler und 1866 auch auf kommunal-städtischer Ebene abgeschafft. Damit verloren Constaffel und Zünfte endgültig ihre politische Bedeutung.

## Zunftwappen und Zunftname
Blasonierung: In Blau ein goldenes einhöckriges Kamel.
Der Name der Zunft wie auch das Zunftwappen gehen auf einen ursprünglichen Hausnamen zurück, das «Haus zum Kämeltier oder Kämbel» am Münsterhof. Es handelt sich dabei um das mittelhochdeutsche und frühneuhochdeutsche Wort für Kamel. Es war nicht aussergewöhnlich, dass Häuser nach «exotischen» Tieren benannt wurden, da solche die Phantasie anregten. Neben dem Kamel oder «Kämbel» am Münsterhof und an der Niederdorfstrasse sind dies in Zürich etwa der «Elephant» an der Kirchgasse, der «Leopard» an der Strehlgasse, der «Panther» an der Schoffelgasse, die «Meerkatze» an den Unteren Zäunen und der «Affe» am Münsterhof und am Limmatquai.

## Zunfthaus

### Zunfthaus zum Kämbel
Die erste Trinkstube der Zunft befand sich in der Nähe des Rathauses, lässt sich aber wie bei anderen Stadtzürcher Zünften nicht mehr eindeutig eruieren. Als gesichert gilt, dass die Zunft im Jahr 1487 das Haus zum Kämbel beim Münsterhof erworben hat. 1652 wurde die Liegenschaft umgebaut und um ein viertes Obergeschoss aufgestockt. Im frühen 19. Jahrhundert erfolgte der Einbau neuer Fenster in den Obergeschossen und 1908 der Umbau des Erdgeschosses mit rundbogigen Schaufenstern. Das Haus steht seit 1999 unter Denkmalschutz.
Das noch heute angebrachte Wappen mit dem Kamel auf blauem Grund weist auf den Ursprung der Kostümierung der Kämbelzünfter beim Sechseläuten als in arabischen Gewändern gekleidete Beduinen hin, die sich auf Fotografien bis zum Jahr 1904 zurückverfolgen lässt.

### Zunfthaus zur Haue
1442 gelangte das Zunfthaus zur Haue in den Besitz der Salzleute und ist seit 1450 als Salzlütenhus, Houw oder Salzhouw bekannt. Der Begriff Houw «Haue» ist dem Emblem der Salzleute entliehen, die mit ihrer Haue das Salz schlugen.

## Zunft zum Kämbel heute
Am 31. Mai 1956 erwarb die neu gegründete Gesellschaft zum Kämbel 150 Jahre nach ihrer Auflösung das Haus zur Haue am Limmatquai und beteiligt sich wie alle städtischen Zünfte am Sechseläuten. Bekannt ist die Reitergruppe der Kämbel dafür, den Böögg  als wilde, ungeordnete Schar im forschen Galopp zu umkreisen.

## Bilder

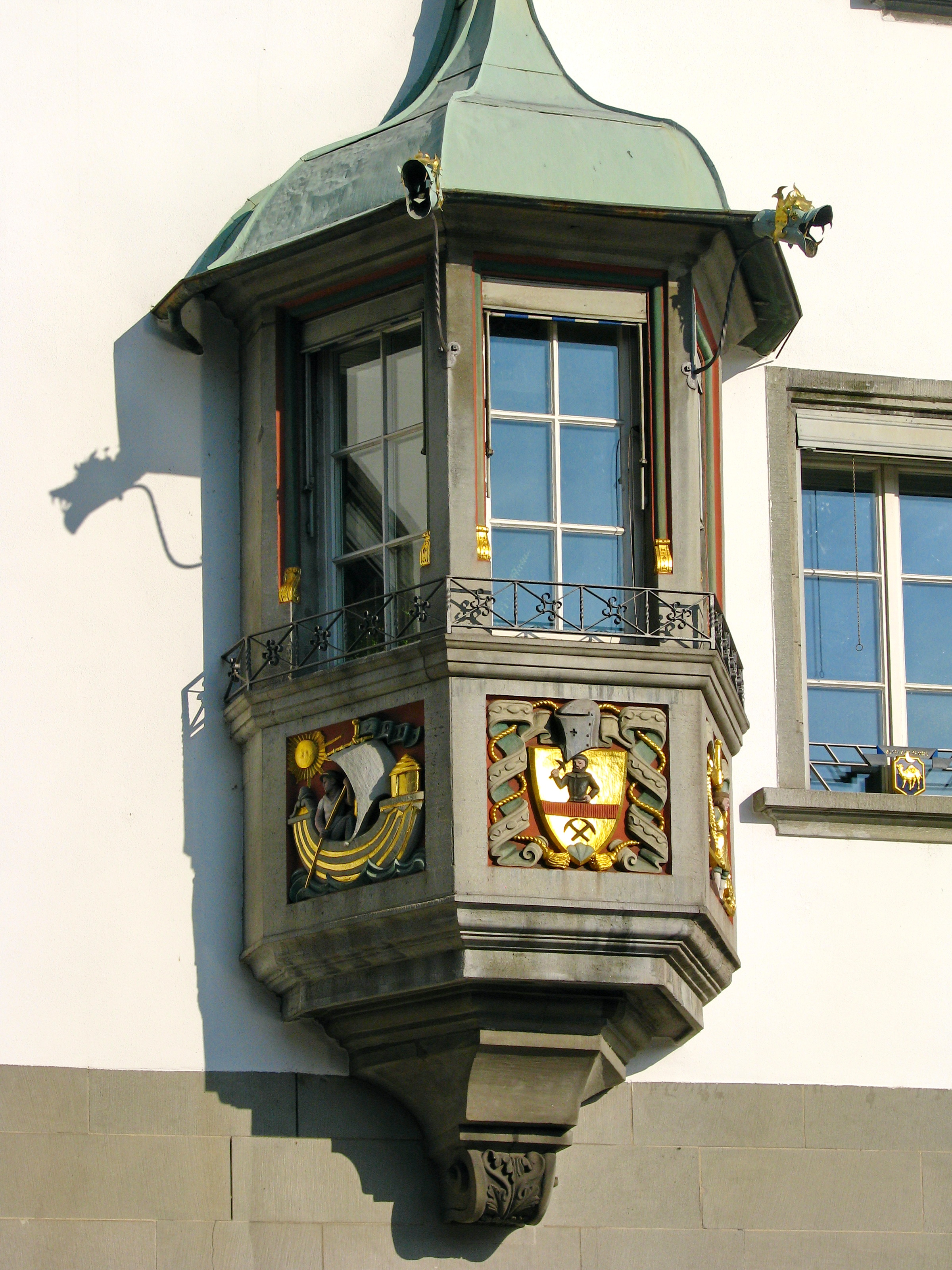
Erker mit Heraldik unter anderem der Salzleute (Haue)
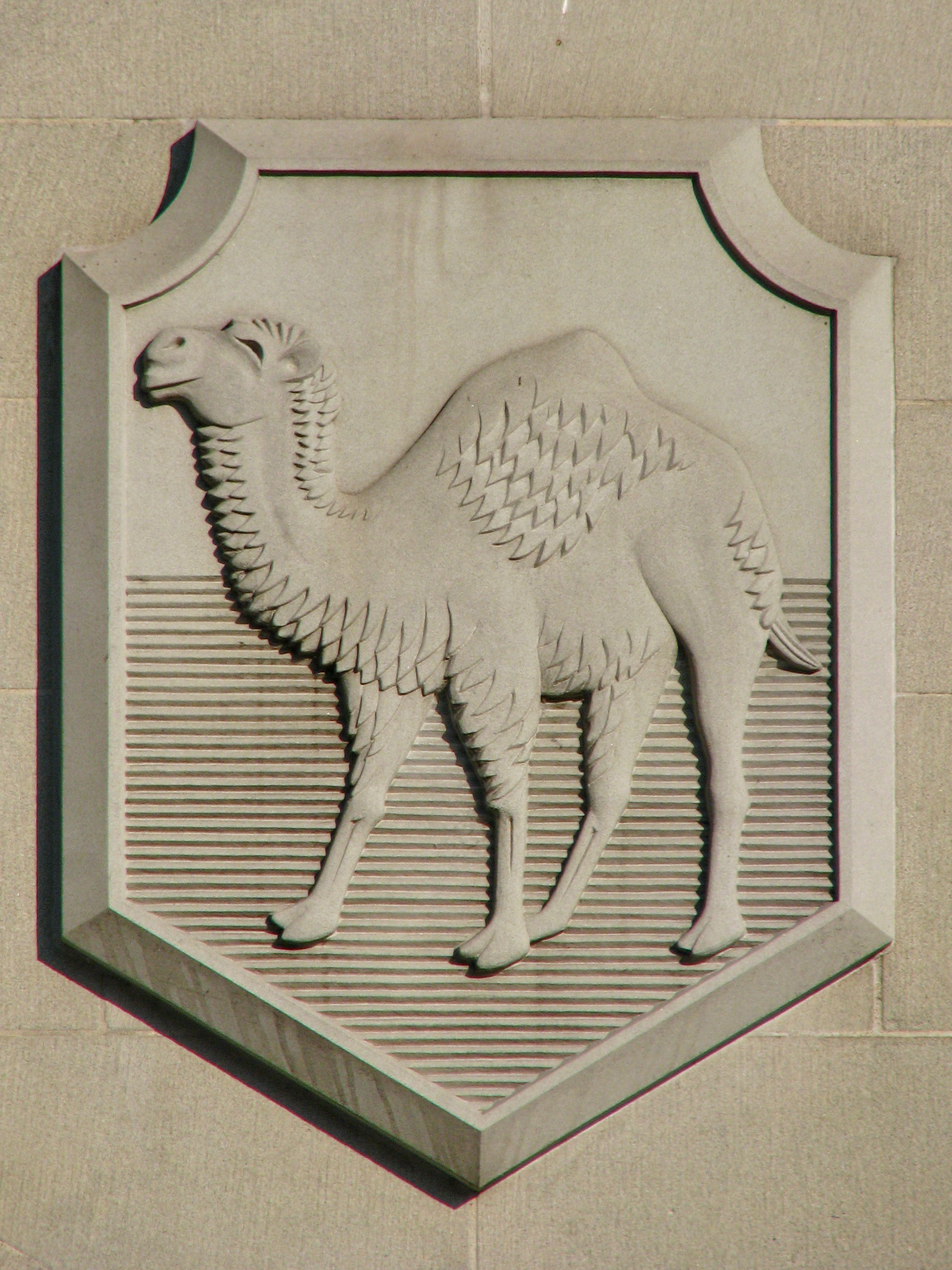
Das Wappentier am «Haus zur Haue»
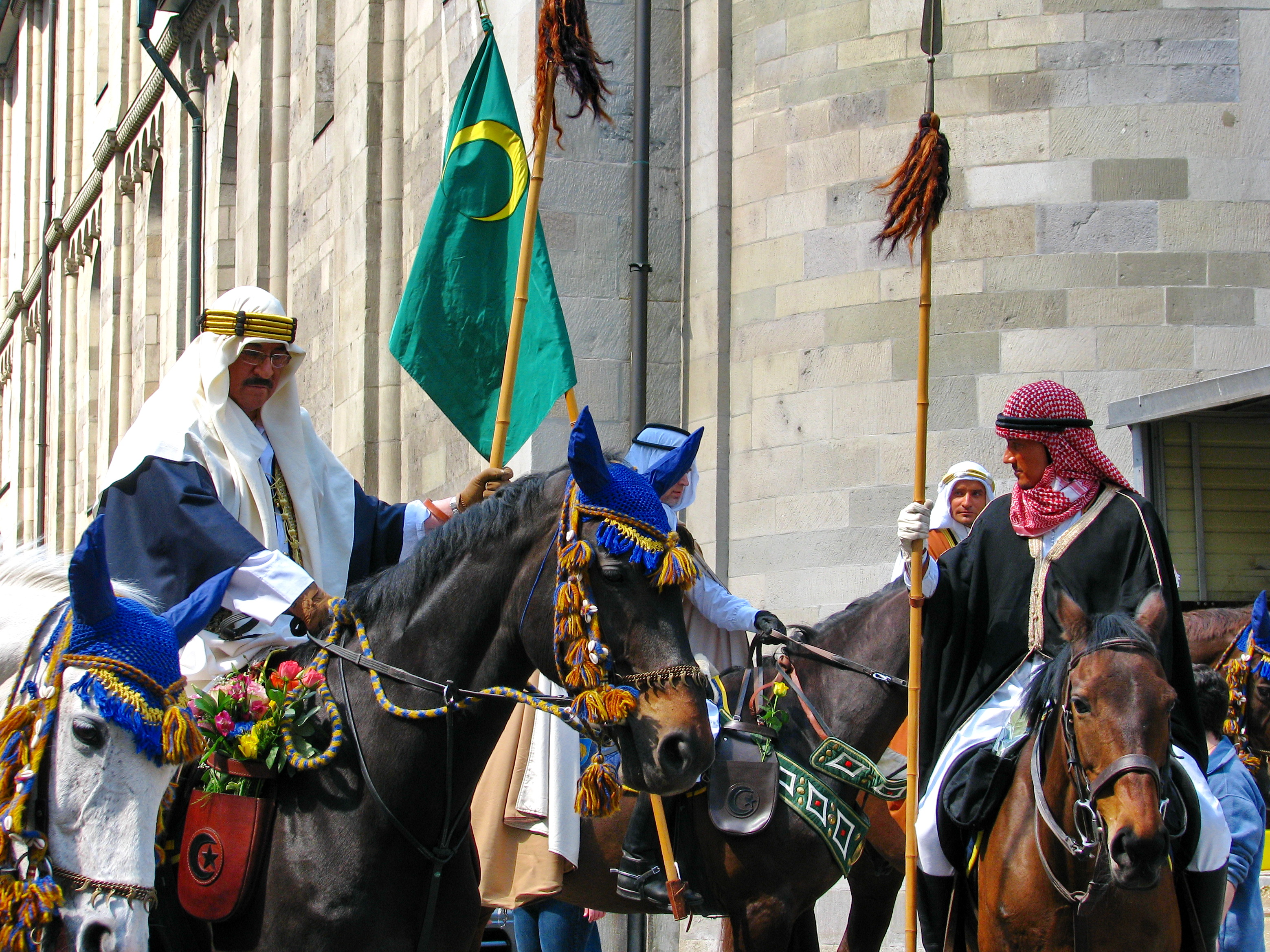
Die Kämbelzünfter in ihrem Habit bei den Vorbereitungen zum Umritt am Sechseläuten 2010
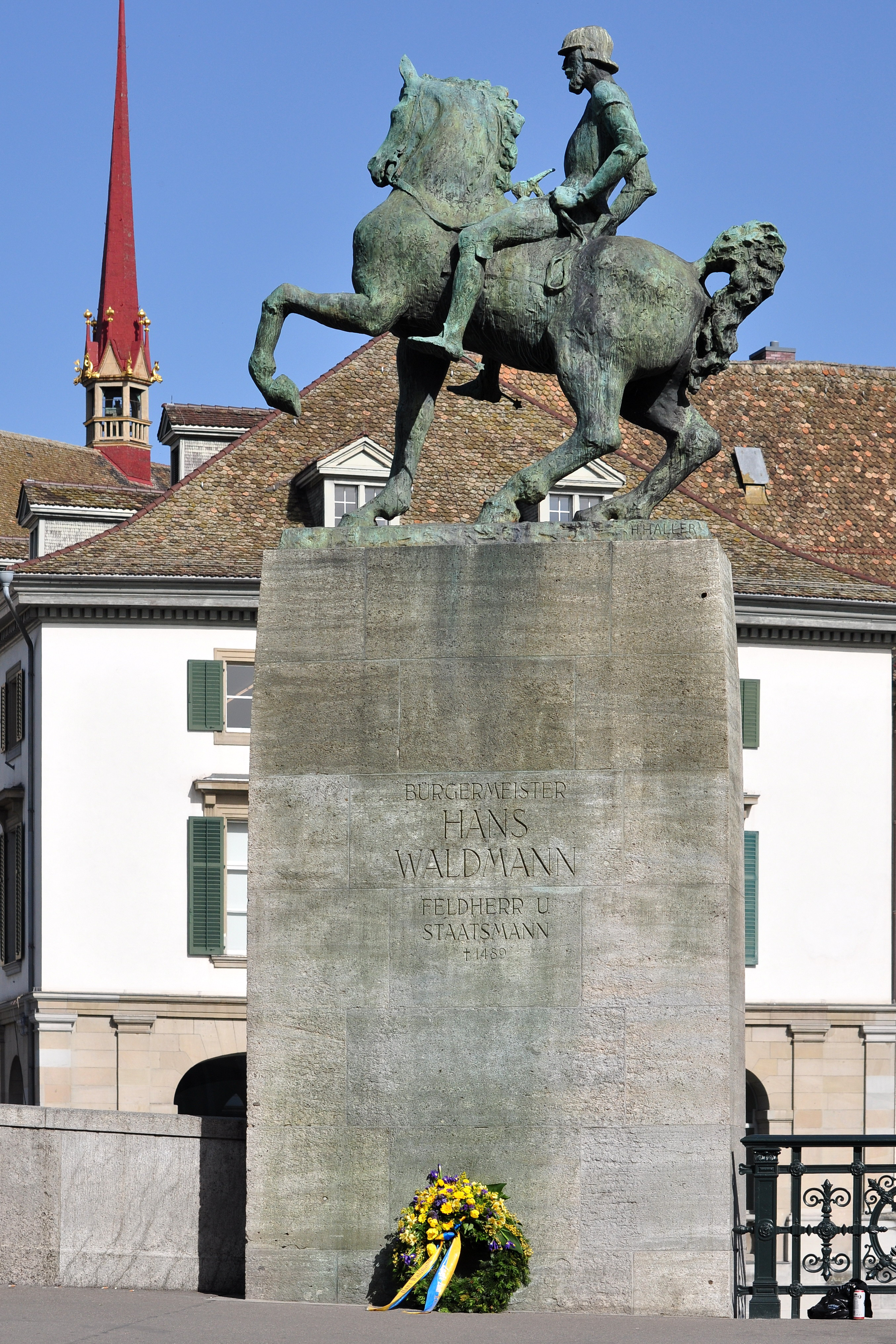
Reiterstandbild von Hans Waldmann beim Münsterhof, im Hintergrund die Wasserkirche
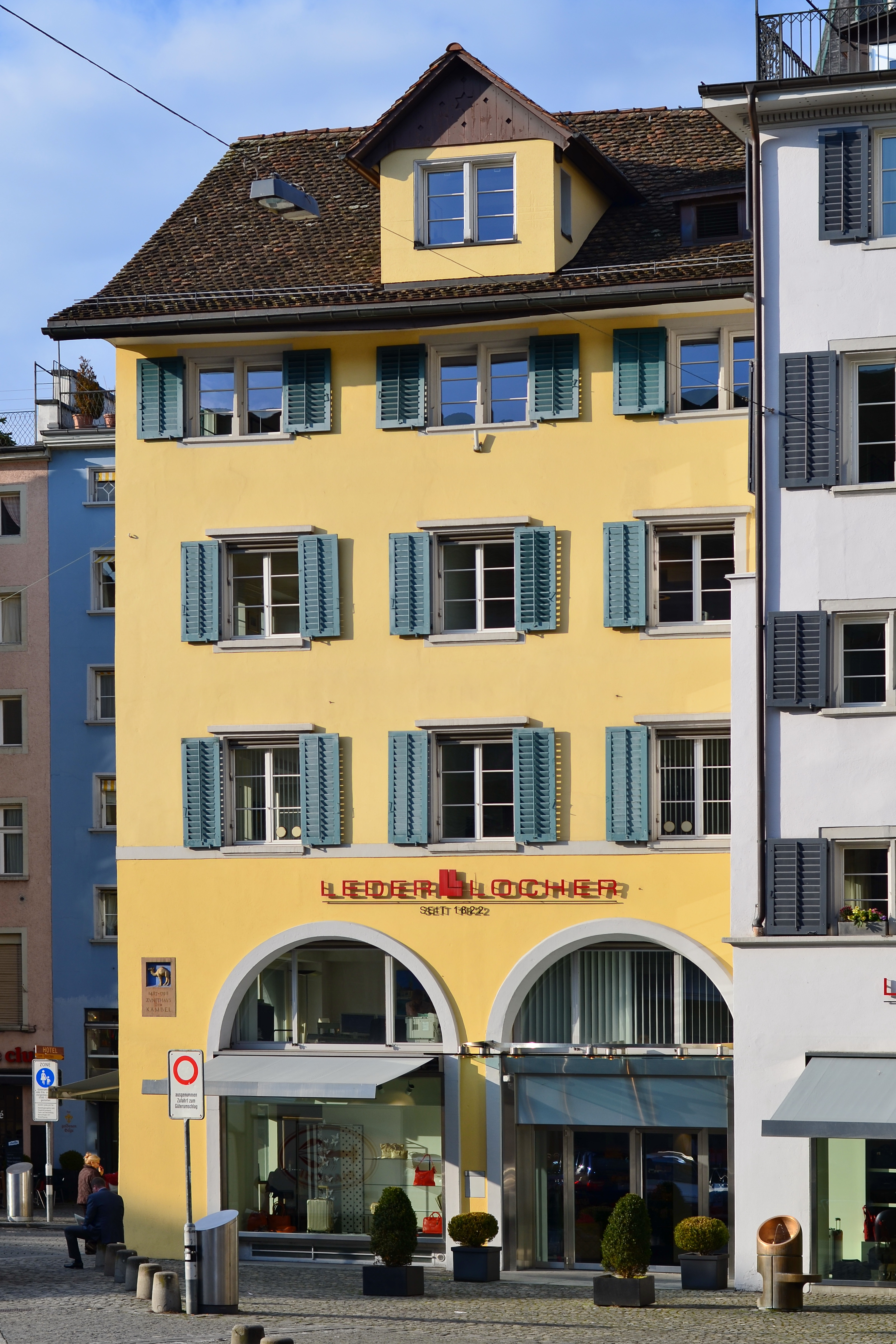
Münsterhof 18, «Haus zum Kämbel»